# 병원 회사
이탈리아에서 병원 회사(이탈리아어: azienda ospedaliera)는 국가 보건 서비스의 일부인 공공 입원 시설로 병원의 기능을 수행하며 요구 사항과 조건이 충족되는 전문 서비스에도 사용된다.

## 역사
롬바르디아에서는 2015년 8월 11일 지역법에 언급된 마로니(Maroni) 개혁에 기초하여 n. 2016년 1월 1일 발효된 23조에 따라 병원 회사는 ASST(지역 사회 건강 회사, 이탈리아어: aziende socio-sanitarie territoriali)로 불리고, ASL(지방 의료 회사, 이탈리아어: azienda sanitaria locale)은 ATS(건강 보호 기관, 이탈리아어: agenzie di tutela della salute)로 불린다.

## 유형

### IRCCS
IRCCS

## 같이 보기
- 밀라노 대학교 국제 의과 대학